# Poconé
Poconé é um município brasileiro do estado de Mato Grosso. Situa-se a 100 km de Cuiabá.

## Geografia
Localiza-se a uma latitude 16º15'84" sul e a uma longitude 56º37'22" oeste, estando a uma altitude de 142 metros. Sua população estimada em 2020 era de 33.315 habitantes.

## Rodovias
- Transpantaneira
- MT-370

## Administração municipal
- Prefeito: Atail Marques do Amaral (2017/2020)
- Vice-prefeito: Antonio Deogenes de Carvalho
- Presidente da câmara: Profº. Ball (Edinho) (DEM)

### Vereadores 2017-2020
- Camila de Jean (PSC)
- Márcio Fernandes Nunes Pereira (PMDB)
- Profº. Ball (Edinho) (DEM)
- Professor Itamar Lourenço(PSDB)
- Ademir Zulli(PTB)
- Prof. Meyrinalva(PSDB)
- Juarez Arruda (PV)
- Raony Falcão (PSDB)
- José Correa Filho (PR)
- Néya de Prof. Francionei (PMDB)
- Walney de Souza Rosa (PV)

## Imagens

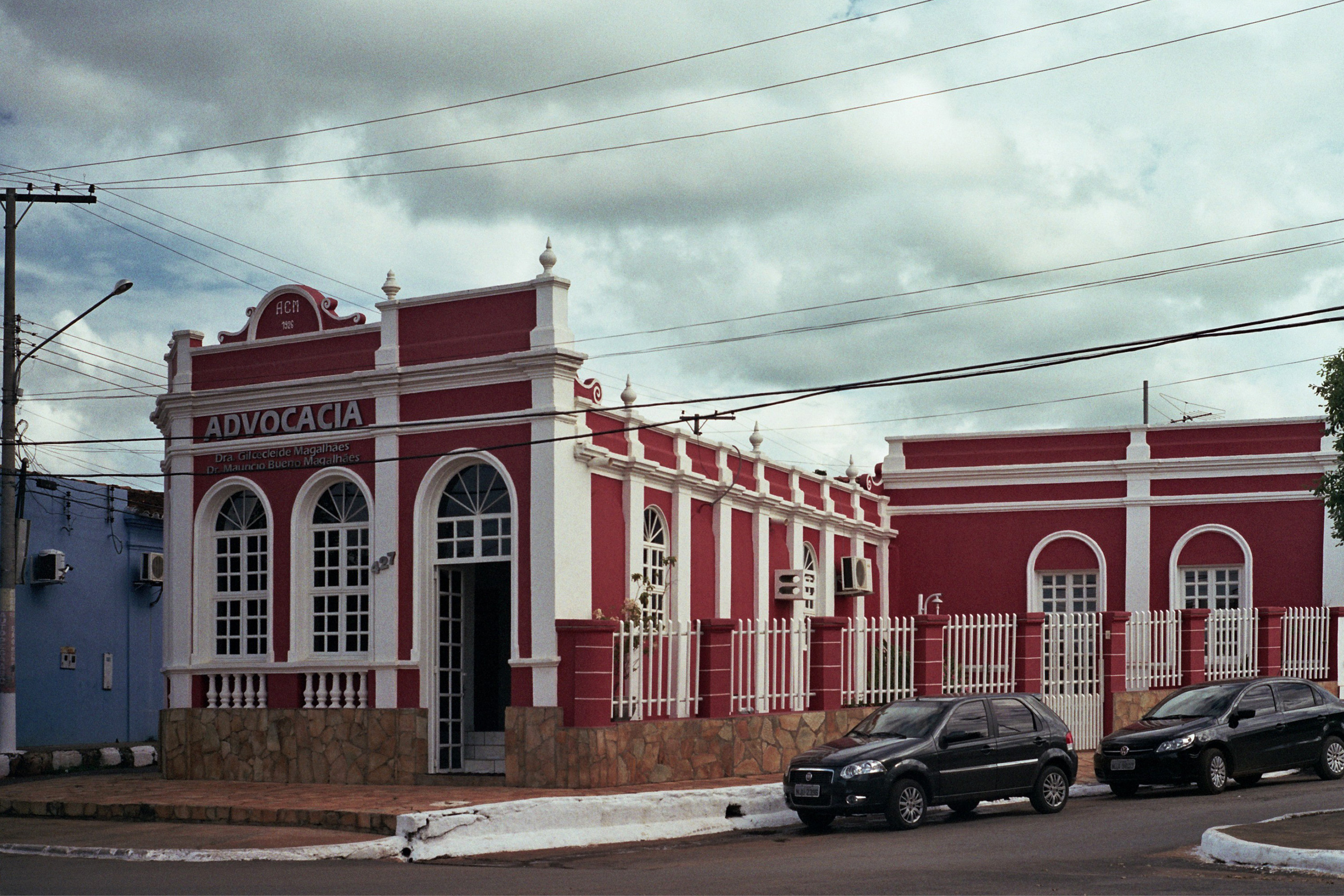
Casa antiga no centro da cidade.

## Últimos prefeitos eleitos
| Ano  | Prefeito       | Partido | Votos | %     | Ref    |
| ---- | -------------- | ------- | ----- | ----- | ------ |
| 2004 | Clovis Martins | PTB     | 7.354 | 45,62 | [ 6 ]  |
| 2008 | Clovis Martins | PTB     | 9.323 | 52,03 | [ 7 ]  |
| 2012 | Meire Adalto   | PT      | 9.322 | 53,12 | [ 8 ]  |
| 2016 | Tatá Amaral    | PR      | 6.393 | 37,88 | [ 9 ]  |
| 2020 | Tatá Amaral    | DEM     | 6.772 | 41,15 | [ 10 ] |